# 천한 (십국)
천한(天漢, 917년)은 전촉(前蜀) 고조(高祖) 왕건(王建)의 네번째 연호이다. 1년 가량 사용하였다.

## 개원
- 통정(通正) 원년 12월 27일[1](917년 1월 23일)에 연호를 천한(天漢)으로 정하고, 다음 해 1월 1일[2](917년 1월 26일)에 개원함.[3][4][5]

- 천한(天漢) 원년 12월 8일[6](918년 1월 23일)에 연호를 광천(光天)으로 정하고, 다음 해 1월 1일[7](918년 2월 14일)에 개원함.[8][4][5]

## 연대 대조표
| 천한       | 원년            |
| 서기(西紀) | 917년           |
| 간지(干支) | 정축(丁丑)      |
| 후량(後梁) | 정명(貞明) 3년  |
| 남한(南漢) | 건형(乾亨) 원년 |

## 참고 자료
- 다른 왕조의 같은 연호
  - 전한(前漢) 천한(天漢, 기원전 100년 ~ 기원전 97년)

- 중국의 연호 목록